# Do it!
〈Do it!〉是日本歌手倉木麻衣的數碼單曲，於2018年3月9日發行。

## 概要
- 2018年3月三週連續發行數碼單曲之中的第二彈作品[2]。
- 歌曲為2018年「名古屋女子馬拉松」的官方加油曲，以充滿速度感的風格鼓勵為一直準備這天的「勤奮女性」[3]。
- 2018年3月11日，倉木出席「名古屋女子馬拉松」的特別活動，並演唱了〈Stand Up〉、〈Feel fine!〉、〈渡月橋 ～想念你～〉跟〈Do it!〉[4]。

## 歌曲列表
| 線上下載 | 線上下載 | 線上下載 | 線上下載 | 線上下載 | 線上下載 |
| 曲序     | 曲目     |          | 作曲     | 编曲     | 时长     |
| -------- | -------- | -------- | -------- | -------- | -------- |
| 1.       | Do it!   | 倉木麻衣 | 德永曉人 | 德永曉人 | 3:51     |

## 資料來源
1. ↑  . Billboard Japan. 2018-03-14  [2023-05-14]. （原始内容存档于2024-03-21） （日语）.
2. ↑  . . 2018-02-27  [2023-05-14]. （原始内容存档于2024-03-21） （日语）.
3. ↑  . Barks. 2018-02-07  [2023-05-14]. （原始内容存档于2023-10-30） （日语）.
4. ↑  . ザテレビジョン. 2018-03-11  [2019-03-15]. （原始内容存档于2022-06-04） （日语）.